# Borgo Maggiore
Borgo Maggiore (E Bórgh in romagnolo nella variante sammarinese) è un castello della Repubblica di San Marino di 6 871 abitanti ed un'estensione di 9,54 km². È la seconda città del Paese, dopo Dogana (frazione di Serravalle).

## Geografia fisica
Il castello di Borgo Maggiore si estende dalla valle del Rio Cà Chiavello che confluisce nel Marano a Faetano alle fonti dell'Ausa, inoltre comprende le falde del monte Titano. Il punto più elevato del castello è a 514 metri d'altezza.

## Origini del nome
Il toponimo risalente al 1879 è di chiara origine, infatti borgo maggiore perché a fine XIX secolo era il centro abitato più grande della Repubblica.

## Storia
Il capoluogo del castello è sorto nel XII secolo, venendo anticamente chiamato Mercatale.
A Borgo Maggiore dimorarono, per un breve periodo, Giuseppe ed Anita Garibaldi in fuga da Roma.

### Simboli
Lo stemma riproduce la posizione di Borgo Maggiore ai piedi del Monte Titano e la sua torre dell'orologio.

## Monumenti e luoghi d'interesse

### Architetture religiose
- Antica chiesa del Suffragio, consacrata a Sant'Antimo[4]
- Santuario della Beata Vergine della Consolazione
- Santuario del Cuore Immacolato di Maria a Valdragone

### Architetture civili
- La torre campanaria, costruita nel 1896 dall'architetto Francesco Azzurri
- casa di Domenico Maria Belzoppi

## Società

### Evoluzione demografica
Abitanti censiti

## Cultura
A Borgo Maggiore si trova il teatro Concordia, che ha una capienza di 402 posti. Viene utilizzato sia per la proiezione di film, sia per spettacoli di vario genere.
A Borgo Maggiore ha sede il Centro Naturalistico nel quale è conservata una copia del fossile Titanocetus sammarinensis (balenottera sammarinese).

### Eventi
Palio di Don Bosco
Dal 1981 (a parte una breve interruzione) il Castello di Borgo Maggiore ospita ogni anno un'importante festa: il Palio di Don Bosco. La competizione vede protagonisti i giovani delle 6 frazioni del Castello che, in un clima di gioia e divertimento, si sfidano in una serie di prove a tema con caratelle, trampoli, assi basculanti. La prova più eccezionale è la risalita del palo della cuccagna che tiene tutti con il fiato sospeso. In quei giorni, ogni contrada si tinge del colore della propria squadra: Borgo Maggiore (rosso), Cailungo (viola), Ca' Rigo (azzurro), San Giovanni (arancione), Valdragone (verde), Ventoso (giallo). Il Palio di Don Bosco si svolge nella seconda domenica di settembre.

## Geografia antropica
Confina con i castelli di Serravalle, Domagnano, Faetano, Fiorentino, Città di San Marino, Acquaviva e con il comune italiano di Verucchio (RN).

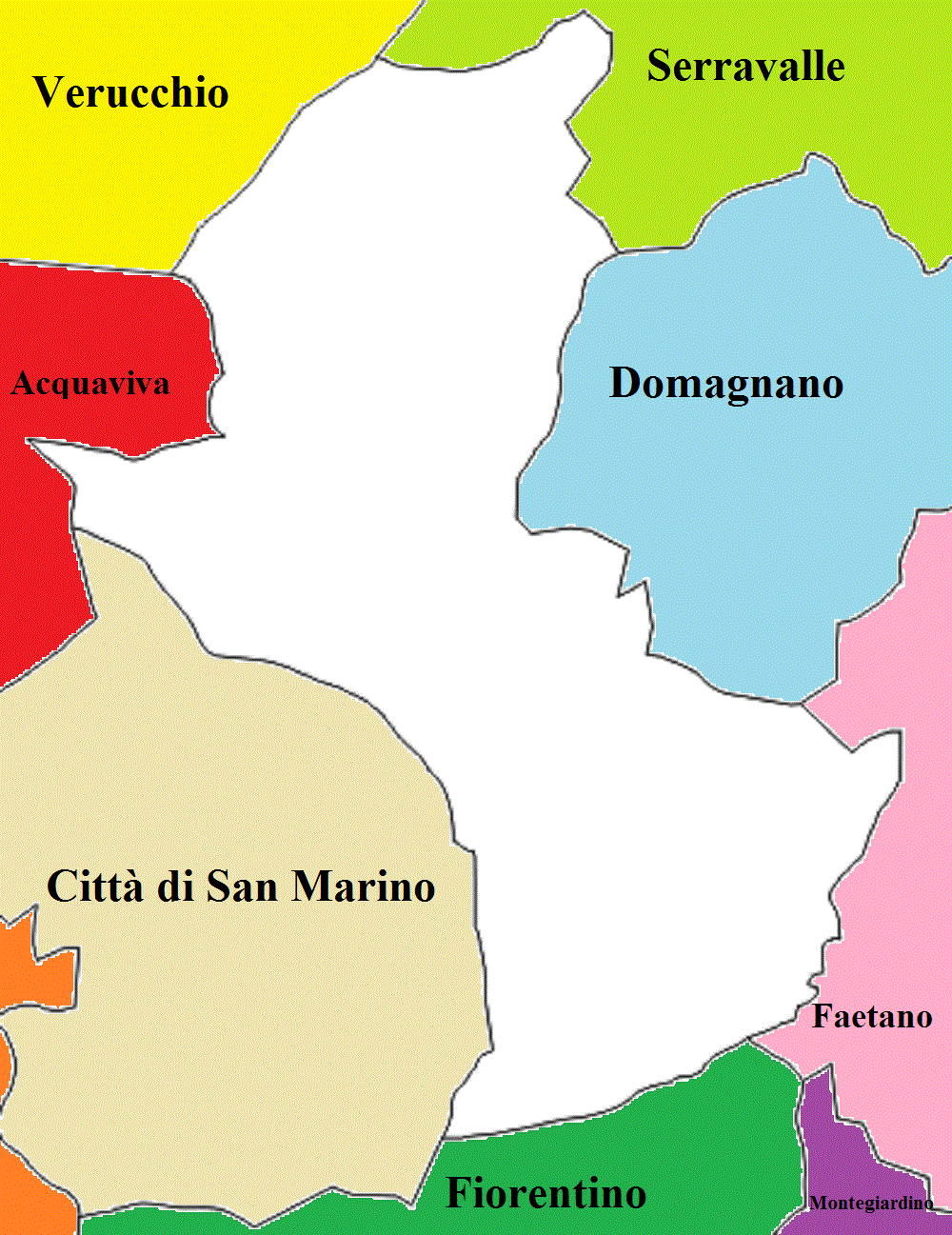
Mappa del castello di Borgo Maggiore con i castelli e i comuni confinanti.

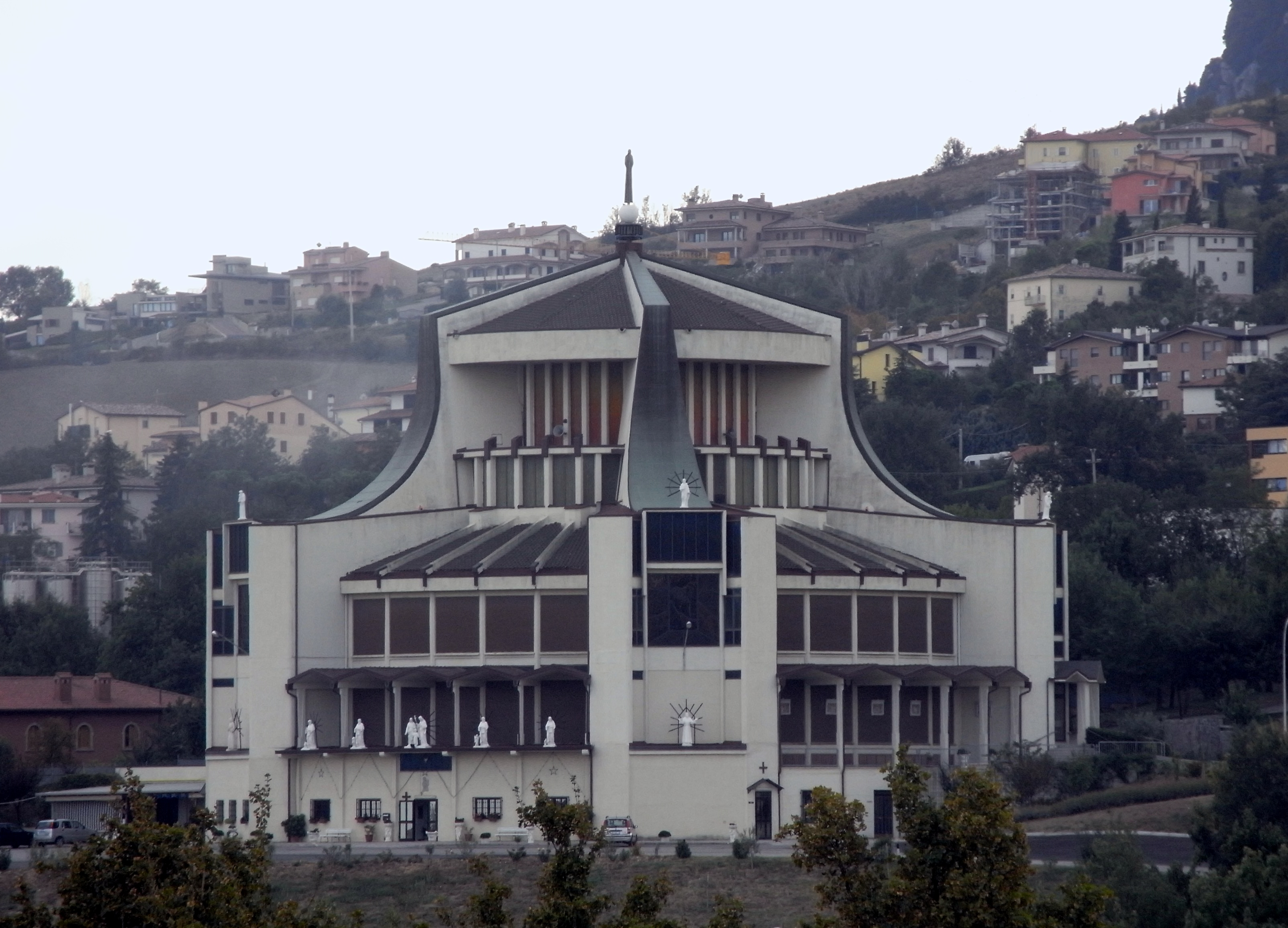
Il Santuario del Cuore Immacolato di Maria

### Curazie
Il castello si suddivide nelle seguenti curazie
- Cà Melone
- Cà Rigo
- Cailungo
- San Giovanni sotto le Penne
- Valdragone
- Ventoso

## Infrastrutture e trasporti
Nel castello si trova l'unico eliporto della Repubblica.
È presente una funivia che la collega con la capitale dello Stato.

### Ferrovie
Dal 1932 al 1944 ha operato la Ferrovia Rimini-San Marino, a scartamento ridotto, completamente finanziata dall'Italia fascista di Benito Mussolini, in seguito alla stipula di una convenzione (1927) di esercizio fra i due stati. Fu distrutta il 26 giugno 1944 dai bombardamenti della Desert Air Force durante la Seconda guerra mondiale e smantellata fra il 1958 e il 1960.

### Autobus

#### Autolinee Internazionali
A Borgo Maggiore effettua fermata la linea internazionale fra Rimini e Città di San Marino operata in pool fra la ditta sammarinese Fratelli Benedettini e la riccionese Bonelli Bus. Bonelli Bus opera inoltre due autolinee scolastiche, ovvero la Rimini-Faetano-Chiesanuova-Montelicciano e la Rimini-San Marino-Mercatino Conca-Morciano di Romagna-Urbino.

#### Autolinee Interne
I servizi autobus interni, noti come ATI, sono effettuati dall'AASS, e le seguenti linee operano attraverso Borgo Maggiore:
- 2 Città-Murata-Borgo Maggiore-Ventoso-Gualdicciolo-Molarini
- 3s Città-Borgo Maggiore-San Giovanni-Fiorentino-Cerbaiola-Montegiardino-Faetano-Borgo Maggiore-Città
- 3d Città-Borgo Maggiore-Faetano-Montegiardino-Cerbaiola-Fiorentino-San Giovanni-Borgo Maggiore-Città
- 4 Città-Murata-Borgo Maggiore-Domagnano-Serravalle-Dogana-Falciano-Rovereta
- 5 Borgo Maggiore/Città-Montalbo-Cà Berlone
- 6 Città-Murata-Montalbo-Borgo Maggiore-Valdragone-Domagnano-Serravalle-Ospedale-Dogana
- 7 Città-Murata-Borgo Maggiore-Cailungo-Serravalle-Dogana-Galazzano

## Amministrazione
La casa del Castello si trova in piazza Mercatale, 21.
Alle elezioni del 29 novembre 2020 è stato eletta come Capitano di Castello Barbara Bollini dell'unica lista civica Tutti insieme una grande famiglia con tutti gli otto seggi della Giunta di Castello.
| Periodo          | Periodo          | Primo cittadino      | Partito                                        | Carica               | Note |
| ---------------- | ---------------- | -------------------- | ---------------------------------------------- | -------------------- | ---- |
| 13 dicembre 1998 | 30 novembre 2003 | Pier Orazio Pignatta | Lista civica                                   | Capitano di Castello |      |
| 18 aprile 2004   | 3 gennaio 2007   | Settimio Lonfernini  | Lista civica                                   | Capitano di Castello |      |
| 3 gennaio 2007   | 30 novembre 2014 | Sergio Nanni         | Lista civica                                   | Capitano di Castello |      |
| 30 novembre 2014 | 29 novembre 2020 | Federico Cavalli     | Lista civica Borgo al Centro                   | Capitano di Castello |      |
| 29 novembre 2020 |                  | Barbara Bollini      | Lista civica Tutti insieme una grande famiglia | Capitano di Castello |      |

### Gemellaggi
- Zurrieq, dal 2007
- Catania, dal 2015

## Sport
Le squadre di calcio del castello sono la Libertas, la Cailungo della frazione Cailungo ed il San Giovanni della curazia di San Giovanni sotto le Penne.

## Curiosità
Il 6 luglio 1999 vi aprì l’unico ristorante McDonald's della Repubblica. Verrà poi chiuso il 6 luglio 2019 per cessata attività, a 20 anni esatti dalla sua apertura.